# Висконти, Джованни (велогонщик)
Джова́нни Виско́нти (итал. Giovanni Visconti; род. 13 января 1983, Турин) — итальянский профессиональный шоссейный велогонщик, выступающий c 2019 года за команду «Vini Zabù». Трёхкратный Чемпион Италии в групповой гонке.

## Карьера
В 2003 году двадцатилетний Висконти первенствовал на молодёжном чемпионате Италии в групповой гонке. Но лишь в конце 2004 года он подписал контракт с командой De Nardi, в которой числился стажером. В 2005 году итальянец подписал первый профессиональный контракт с командой Domina Vacanze. В составе этой команды Висконти не имел особой свободы действий и не принимал участия в наиболее престижных гонках.
Сезон 2006 Виско провел в составе команды высшего дивизиона Team Milram и одержал первую профессиональную победу, выиграв однодневную гонку Coppa Sabatini спринтерским рывком из небольшой группы.
2007 год Висконти начал в составе команды Quick Step-Innergetic. Тогда же он дебютировал на Джиро, которую он закончил 77-м. На 19-м этапе Джованни вплотную подошёл к победе, но на сложном пересеченном рельефе не смог поддержать тем испанца Ибана Майо и остался вторым. Месяц спустя Висконти в излюбленном стиле — спринте из небольшой группы, выиграл чемпионат Италии. И уже в качестве действующего чемпиона страны он защитил звание победителя Coppa Sabatini, обойдя на финише Франка Шлека.
Год спустя, на Джиро-2008 Висконти отобрался в удачный отрыв и на протяжении восьми этапов был лидером общего зачета, но в высоких горах розовую майку он не удержал и в итоговой классификации стал только 42-м. На чемпионате страны Виско был близок к тому, чтобы защитить звание чемпиона, но остался вторым, уступив Филиппо Симеони.
Два следующих сезона Висконти провел в итало-украинской команде ISD-Neri. Главными его успехами в этой команде стали победа в общем зачете Тура Турции и второе звание чемпиона Италии, которое он завоевал в 2010 году.
После смены спонсора команда Висконти стала называться Farnese Vini и получила приглашение на Джиро 2011, которое было посвящено 150-летию Рисорджименто. Чемпион Италии получил символический 150 стартовый номер. Висконти несколько раз отбирался отрывы, пытаясь одержать победу в трехцветной майке на юбилейной Джиро. На 17-м этапе он даже первым пересек финишную черту, но до этого грубо нарушил правила спринта, оттолкнув руками опережавшего его Диего Улисси. В итоге жюри гонки отдало победу Улисси, а самого Висконти переместили на третье место по результатам этапа. Так и не добывший победу на Джиро Висконти скрасил этот результат тем, что защитил звание чемпиона Италии, став трёхкратным чемпионом своей страны.
2012 год Джованни начал в составе команды высшего дивизиона Movistar Team. В новой команде он выиграл испанскую однодневку Klasika Primavera, опередив в спринте из группы Алехандро Вальверде и Игора Антона. На Джиро Висконти отправился за победой на этапе, но из-за проблем с дыханием вынужден был досрочно завершить гонку. Вершувшись в гонки в конце лета он выиграл однодневку Circuito de Getxo.
Конец года был омрачен тем, что Висконти был обвинен в использовании допинга и в связях с одиозным доктором Микеле Феррари. Висконти не признал эти обвинения и был отстранен Олимпийским комитетом Италии от соревнований на 3 месяца, которые, впрочем, пришлись на межсезонье и внесоревновательный период.
В 2013 году Висконти в очередной раз отправился на Джиро за победой на этапе. На этот раз удача ему улыбнулась. На королевском 15-м этапе, который финишировал во Франции легендарным подъёмом Коль-дю-Галибье, Виисконти отобрался в отрыв вместе с Маттео Работтини, Питером Венингом и Стефано Пирацци. На последнем подъёме Джованни сбросил своих попутчиков и первым пересек финишную черту под сильным снегопадом. Через три дня Висконти выиграл 17-й этап Джиро, оторвавшись на последних километрах от основной группы. В итоговом зачете Висконти стал 35-м, а в борьбе за синюю майку лучшего горного гонщика Виско и вовсе уступил только Стефано Пирацци.

## Личная жизнь
Джованни Висконти в июле 2010 года женился на Кэти Редолини. В семье подрастают двое детей: сын Томас (ноябрь 2009) и дочь Ноэми (30.01.2013).